# Bombardeamento do Majlis em 1908
O Bombardeio ao Parlamento Persa de 1908 aconteceu no dia 23 de junho de 1908 em Teerã quando o exército cossaco persa servindo ao Xá da Pérsia ajudando com canhões e soldados cossacos do Império Russo atiraram e atacaram o parlamento iraniano, o Majlis.

## História

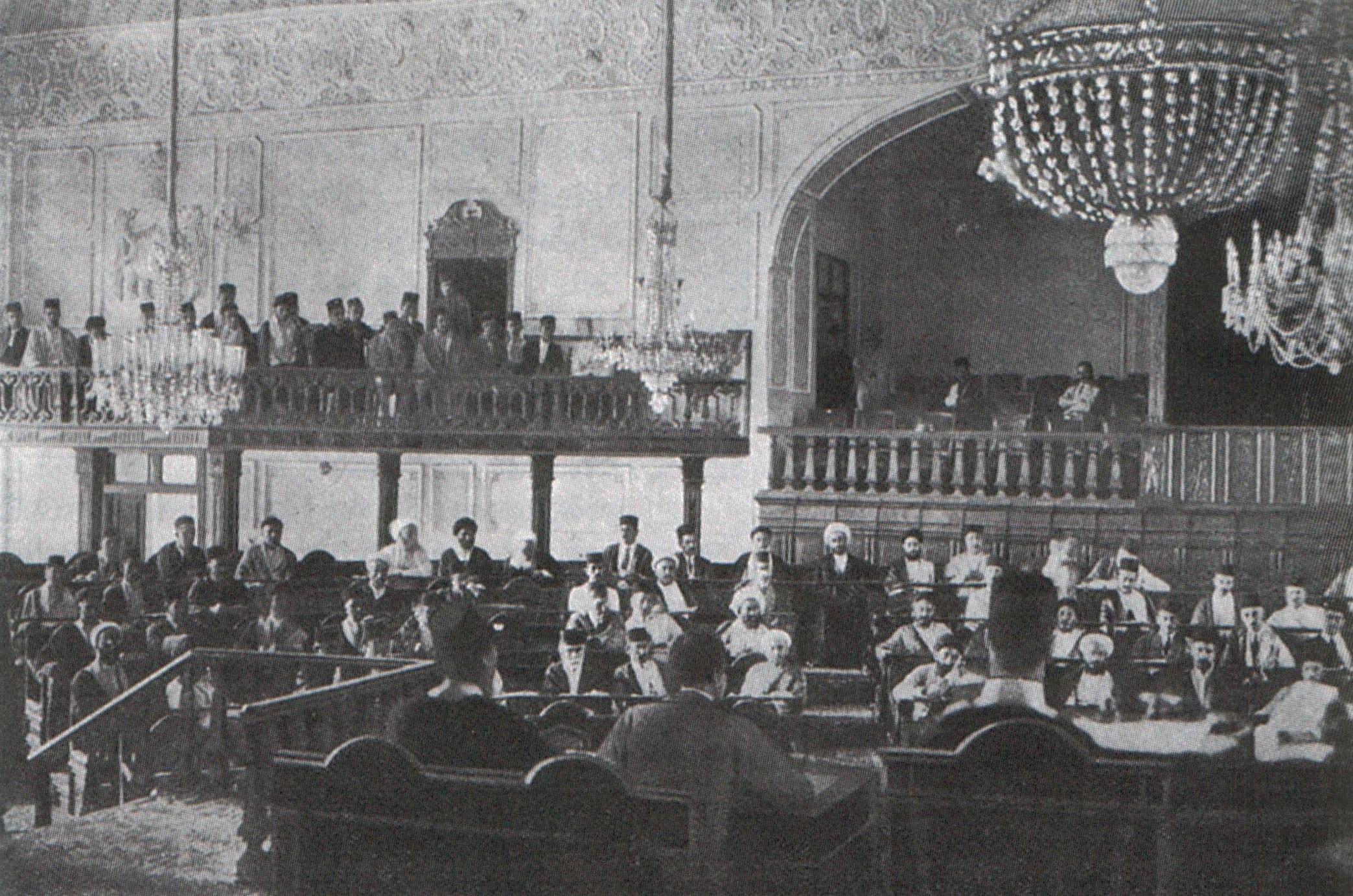
Parlamento do Irão em 1906

Mohammad Ali Shah Qajar, O Xá da Pérsia, que ascendeu ao trono em janeiro de 1907 foi contra a constituição que foi ratificada durante o governo de seu pai Mozaffar ad-Din Shah Qajar. Depois de sua ascensão, em agosto de 1907 um acordo Anglo-russo dividiu o Irão em uma zona russa no norte e uma zona britânica no sul e uma zona neutra no centro. Os britânicos apoiaram o xá abandonando os constitucionalistas. O xá tentou eliminar o poder do Majles com o apoio político e militar da Russia e da Grã-Bretanha.
Na mesma época que a revolução constitucionalista estava ocorrendo na Pérsia, o xá se isolou em sua residência no forte Bagh-e Shah no oeste de Teerã. Ele teve a ajuda do exército cossaco para controlar a revolução e deixou a cidade de Teerã sob sua custódia.
O coronel russo Vladimir Liakhov, que era o comandante do exército cossaco, o liderou para subjugar o Majles e executar lideres do movimento constitucionalista em 23 de junho de 1908. O exército atacou o parlamento e danificou o prédio. Esse evento iniciou um período conhecido como Tirania. Liakhov foi nomeado governador militar de Teerã pelo xá, transformando a cidade em uma área militar.
No entanto, em julho de 1909, forças pró-constitucionalistas marcharam de onde atualmente é o Azerbaijão para Teerã. Eles foram capazes de capturar Teerã, depor o xá e re-promulgar a constituição. O coronel Liakhoff e o exército serviram o xá até julho de 1909, quando o xá abdicou e fugiu para a Rússia, resultando na rendição de e do exército cossaco. Liakhov foi perdoado pelos líderes constitucionalistas provavelmente porque eles temiam um ataque do Império Russo e ele foi enviado de volta a São Petersburgo, onde ele seria demitido depois de servir na campanha do Cáucaso na Primeira Guerra Mundial.

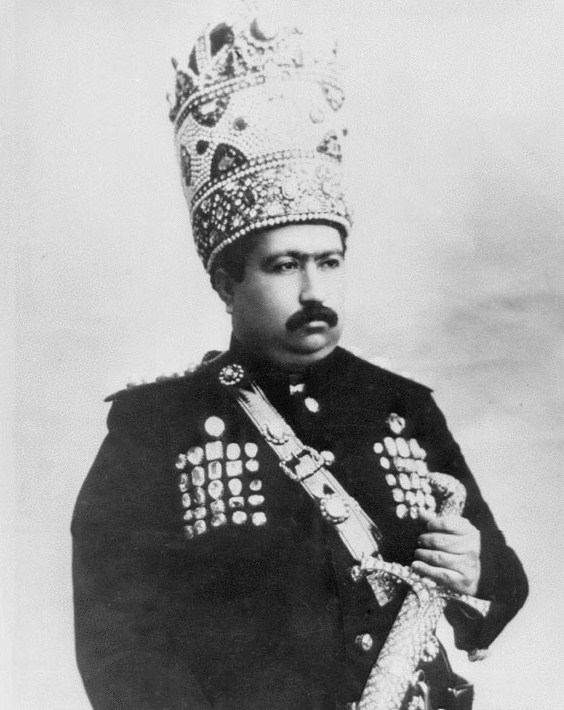
Mohammad Ali Shah Qajar, era o xá da Pérsia na época do bombardeamento do Majlis em 1908, ele queria controlar o parlamento.
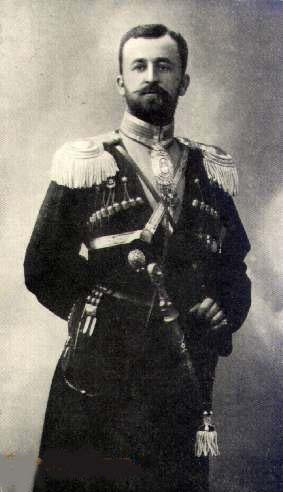
Coronel Liakhov Comandante do exército cossaco persa, responsável pelo bombardeamento do parlamento em 1908.
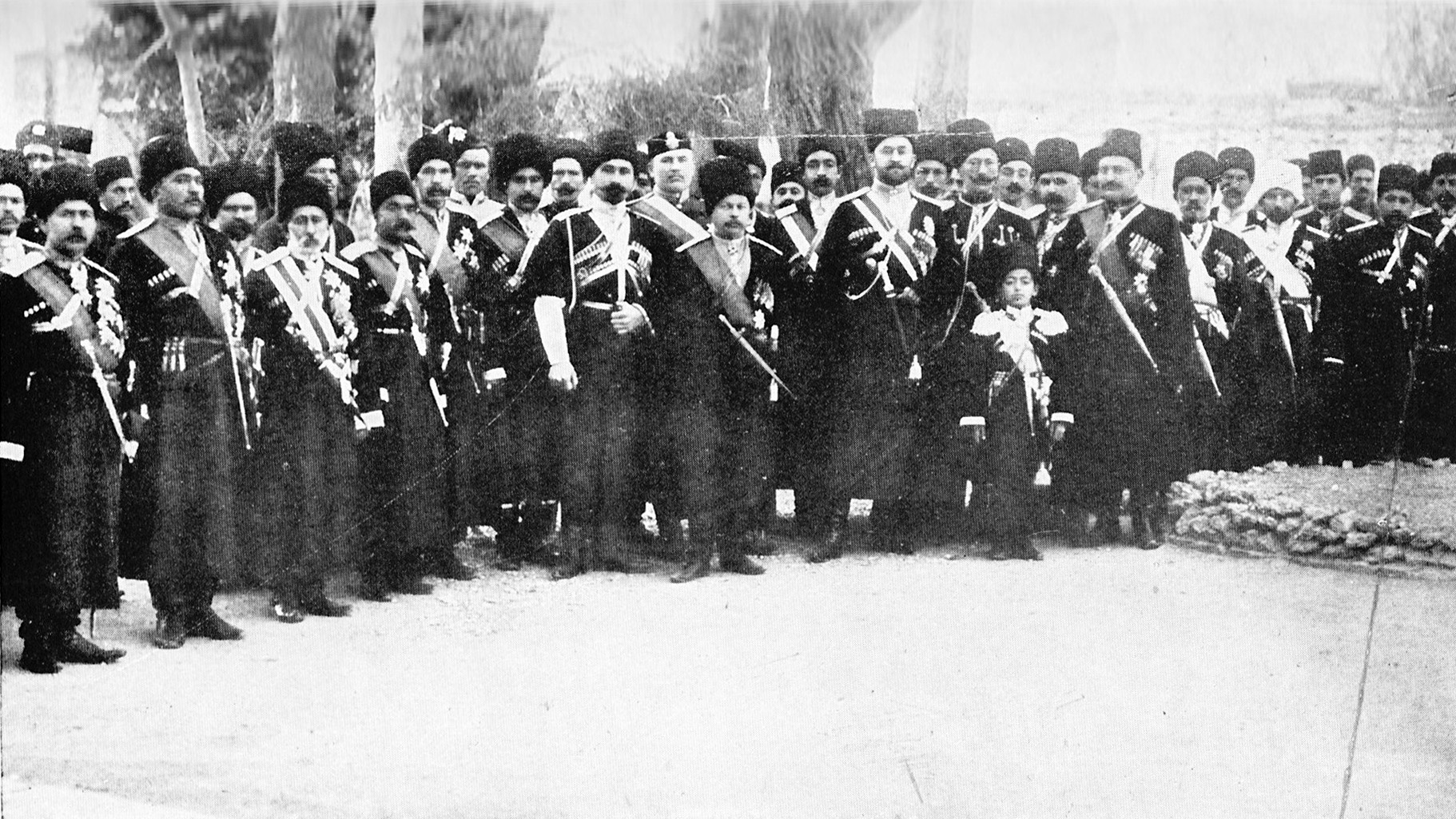
Exército Cossaco Persa (imagem de 1909), exército que atacou o Majles em 1908.
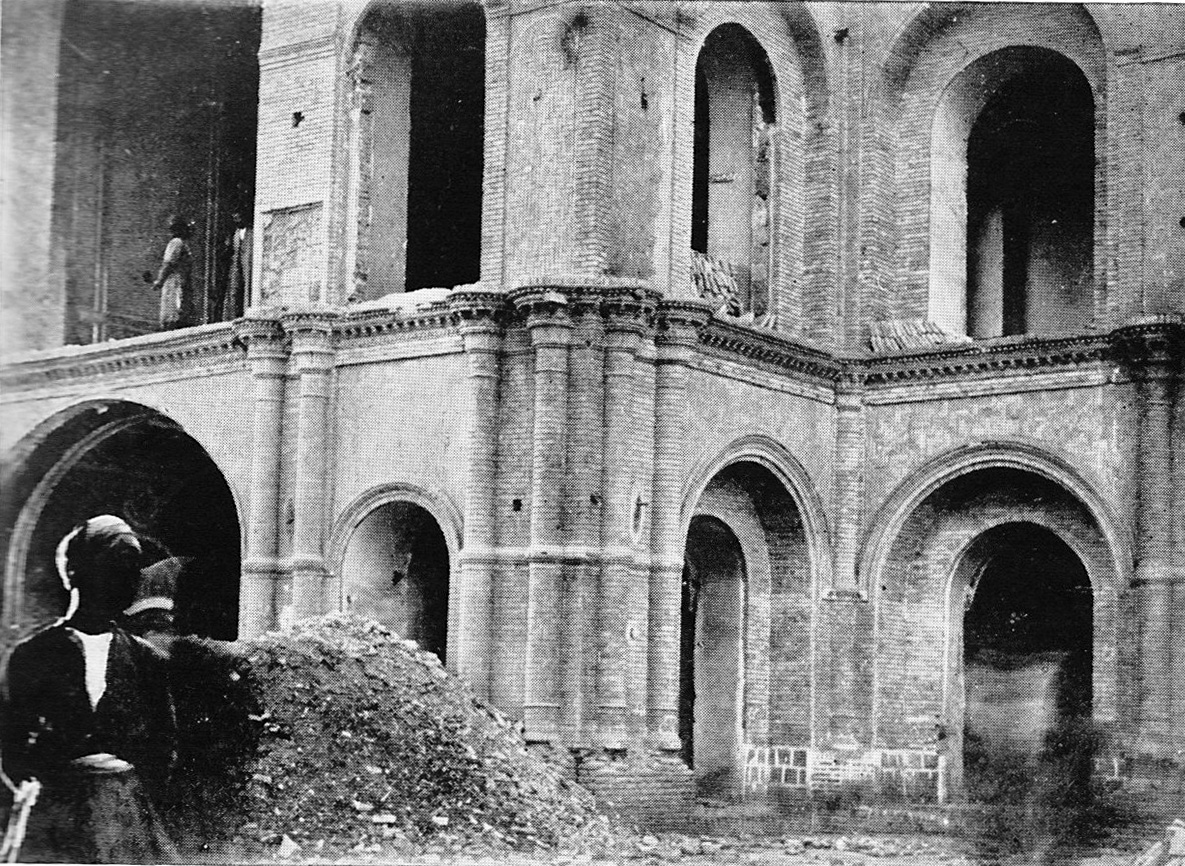
O prédio do parlamento iraniano, o Majlis, depois do bombardeio de 1908 comandado por Vladimir Liakhov.